# 올가 프리치
올가 프리치(Olga Frycz, 1986년 10월 23일 ~ )는 폴란드의 배우이다.